# Sant Andreu d'Aristot
Sant Andreu d'Aristot és una obra del municipi del Pont de Bar (Alt Urgell) protegida com a bé cultural d'interès local.

## Descripció
L'església de Sant Andreu d'Aristot és un temple d'una sola nau, coberta amb volta de canó de perfil semicircular i capçada a llevant per un absis semicircular, el qual és cobert amb volta de quart d'esfera i s'obre a la nau a través d'un doble plec absidial. Aquesta zona absidial es troba lleugerament sobreelevada amb relació a la resta de la nau, i s'hi accedeix a través d'un graó. En els murs nord i sud, en l'embocadura del primer plec absidial, hi ha dues grans fornícules afrontades i obertes a la nau amb arcs de mig punt. Als peus de la nau hi ha un cor de fusta en alt.
El repicat recent de l'interior de la nau -del qual només se n'ha salvat la volta de canó, que conserva el seu revestiment de guix- permet apreciar que el parament de l'església presenta dos nivells diferents: en un nivell nivell inferior hi ha un parament totalment irregular, amb presència de grans cantals de roca pràcticament sense desbastar, i al nivell superior hi ha un parament de carreuons perfectament desbastats i fent filades regulars.
A l'absis s'obren dues finestres, una centrada a l'eix de simetria del temple i una altra oberta cap al sud. La primera és de llinda rectangular, d'un sol biaix i amb arc de descàrrega, i la segona de doble esqueixada. Sobre el mur de migdia hi ha dues finestres més de doble esqueixada, una més o menys centrada a la façana i l'altra a la cantonada sud-oest, que són decorades exteriorment amb estuc, decoració que es repeteix en una tercera finestra fictícia, situada prop de l'angle sud-est.
La porta d'accés al temple s'obre a la façana meridional, lleugerament descentrada cap a l'oest, i és resolta amb un arc de mig punt que arrenca de dues senzilles impostes motllurades, i que és fet amb grans dovelles de granit, ben tallades i polides, com també ho són els carreus dels brancals. Es troba sobreelevada en relació al nivell de la plaça i presenta dos graons per salvar aquest desnivell. Aquests dos carreus són dues moles de molí reaprofitades.
L'aparell és de carreu de granit, de mides irregulars però disposat de manera ordenada, amb una major cura a l'absis. A diversos punts del mur i de l'absis, principalment a la part baixa, hi ha grans blocs de granit sense treballar, encastats al parament, que presenta totes les traces d'haver estat concebut per ser arrebossat, almenys a l'interior. Cal destacar que, deixant de banda les finestres, el parament de l'absis és totalment llis, sense arquets cecs o bandes llombardes més pròpies del romànic del segle xi. Per les proporcions i l'ornamentació de la porta sembla que podria tractar-se d'una església romànica del segle xii.
Entre els segles XVIII i XIX es construí a la cantonada sud-occidental del temple un campanar de torre de secció quadrangular, que presenta un gran pilar quadrat a l'interior de la nau com a element de suport al mateix. El campanar presenta al seu pis superior quatre obertures als quatre vents en arc rebaixat, i és coronat per una coberta piramidal de llosa, amb un ràfec pronunciat.

## Història
La vila d'Aristot figurava entre les pertinences dels comtes d'Urgell, ja que l'any 1077 el comte Ermengol IV donava a la canònica de Santa Maria de la Seu d'Urgell les Batllies i franqueses de diverses viles, entre les quals apareix la vila d'Aristot.
L'església de Sant Andreu d'Aristot, dins del deganat de la Cerdanya, fou visitada pels delegat de l'arquebisbe de Tarragona l'any 1312.
Fins a la dècada de 1980 l'església de Sant Andreu fou cap de la demarcació parroquial de l'arxiprestat Batllia-Baridà. Ara és inclosa a la demarcació de Castellciutat.